# Иосиф Бернхард Саксен-Мейнингенский
Иосиф Бернхард Саксен-Мейнингенский (нем. Joseph Bernhard von Sachsen-Meiningen; 27 мая 1706, Майнинген, Саксен-Мейнинген — 22 марта 1724, Рим) — наследный принц Саксен-Мейнингенский из рода эрнестинской линии Веттинов, старший сын герцога Саксен-Мейнингена Эрнста Людвига I и Доротеи Марии Саксен-Гота Альтенбургской, брат герцогов Эрнста Людвига II и Карла Фридриха.

## Биография
Иосиф Бернхард родился 27 мая 1706 года в Майнингене в семье герцога Саксен-Мейнингена Эрнста Людвига I (1672—1724) и его жены Доротеи Марии Саксен-Гота-Альтенбургской (1674—1713), дочери герцога Саксен-Гота-Альтенбурга Фридриха I (1646—1691). Он был старшим рёбенком в семье, позже у него на свет появились братья Эрнст Людвиг II (1709—1729) и Карл Фридрих (1712—1743) и сестра Луиза Доротея (1710—1767), которая была замужем за герцогом Саксен-Гота-Альтенбурга Фридрихом III (1699—1772). В возрасте семи лет он потерял свою мать и остался жить с братьями, сестрой и овдовевшим отцом. Иосиф Бернхард происходил из дома Саксен-Мейнингенов. Принц, которого описывали, как чрезвычайно одарённого и любознательного, получил очень обширное образование; помимо стандартных предметов, он также изучал геральдику, поэзию и технику фейерверков.
С 1721 года Иосиф Бернхард посещал Академию в Страсбурге по инкогнито "графа Бильдштайна", а в следующем году он стал свидетелем коронации французского короля Людовика ХV в Реймсе.
С 1723 года Иосиф Бернхард вместе со своим младшим братом Эрнстом Людвигом II отправился в кавалерийский поход, где он внезапно скончался в Риме в возрасте 17 лет от сильной лихорадки, сопровождавшейся боковыми проколами. Несколько месяцев спустя умер его отец Эрнст Людвиг I. После смерти его отца его дяди Фридрих Вильгельм и Фридрих II Саксен-Гота-Альтенбургский были назначены опекунами его братьев.
После смерти Иосифа Бернхарда новым наследным принцем в Саксен-Мейнингене стал его младший брат Эрнст Людвиг II.

## Семья
Иосиф Бернхард никогда не был женат и не имел детей.